# 陳内将
陳内 将（じんない しょう、1988年1月16日 - ）は、日本の俳優、タレント。男性俳優集団D2およびD-BOYSのメンバー。熊本県上天草市（旧・天草郡姫戸町）出身。ワタナベエンターテインメント所属。

## 略歴
福岡の大学へ進学後すぐに、ワタナベエンターテイメントカレッジのテレビ/映画俳優コースに入学するために上京。在学中の2008年、D-BOYSの舞台『ラストゲーム〜最後の早慶戦〜』にアンサンブル出演。
2009年からワタナベエンターテインメントに所属、同年にD2の結成メンバーとなる。
2012年放送の『特命戦隊ゴーバスターズ』にて、悪役・エンター役でレギュラー出演。当初はヒーロー役でオーディションを受けていたが、「醸し出しているものが他の方とは全く違った」と評され悪役での出演が決まった。
2013年10月、D2がD-BOYSに加入しD-BOYSメンバーとなる。
2015年、ガチバン NEW GENERATIONにて映画初主演。
2016年、方南ぐみ企画公演『片想い』にて舞台初主演。

## 出演

### テレビドラマ
- 花ざかりの君たちへ〜イケメン♂パラダイス〜（2007年、フジテレビ）
- あり得ない! 第1話「父さんの殺人」（2010年1月13日、毎日放送） - 佐伯浩介 役
- 土曜ワイド劇場 交渉人 遠野麻衣子・最後の事件（2010年6月26日、テレビ朝日） - 木下慎二 役
- スイッチガール!!（2011年12月 - 2012年2月、フジテレビTWO） - 広田正宗 役
- 特命戦隊ゴーバスターズ（2012年2月 - 2013年2月、テレビ朝日） - エンター 役
- 福岡恋愛白書7〜ふたつのLove Story〜 第1話「キミの笑顔にふれたくて」（2012年3月、九州朝日放送） - 松本和也 役
- スイッチガール!!2（2012年12月 - 2013年1月） - 広田正宗 役
- 刑事110キロ（2013年4月 - 6月、テレビ朝日） - 林弘太郎 役
- 天誅〜闇の仕置人〜 第3話（2014年2月7日、フジテレビ） - 睦橋涼 役
- 地の塩 第1 - 2話（2014年2月16日・2月23日、WOWOW）
- 刑事110キロ 第2シリーズ（2014年4月 - 6月、テレビ朝日） - 林弘太郎 役
- ホワイト・ラボ〜警視庁特別科学捜査班〜 第8話（2014年6月2日、TBS） - 下山雄二 役
- このミステリーがすごい! ベストセラー作家からの挑戦状「黒のパンテル」（2014年12月29日、TBS） - 建設会社社員 役
- 月曜ゴールデン「新 法廷荒らし 猪狩文助〜終の棲家〜」（2015年3月16日、TBS） - 大平検事 役
- 青春探偵ハルヤ〜大人の悪を許さない!〜 第1話（2015年10月15日、読売テレビ） - 大谷雅人 役
- チア☆ドル（2015年、朝日放送） - 吉田太一 役
- 土曜ワイド劇場 検事・悪玉1（2016年3月19日、テレビ朝日） - 穂積草太 役
- 警視庁・捜査一課長 第3話・最終話（2016年4月28日、2016年6月23日、テレビ朝日） - 川崎拓真 役
- HiGH&LOW〜THE STORY OF S.W.O.R.D.〜 Season2 第7 - 8話・最終話（2016年6月、日本テレビ） - 鬼邪高校・中園 役
  - HiGH&LOW THE WORST EPISODE.0（2019年7月18日 - 8月22日）[11]
- 水曜ミステリー9「多摩南署たたき上げ刑事・近松丙吉13 眼前の殺人者」（2016年7月13日、テレビ東京） - 陣内光彦 役
- バウンサー 第1話（2017年4月14日、BSスカパー!）
- あいの結婚相談所 最終話（2017年9月1日、テレビ朝日） - 児島修二 役
- 合志義塾〜カタルパの樹がつなぐ明日〜（2017年10月29日、テレビ熊本他九州6県ネット） - 工藤左一 役[4]
- 恋する♥肉食べ女子（2018年3月22日 - 29日、朝日放送） - 海老原達也 役
- CODE1515（2020年5月10日 - 、BSフジ） - 昴巧 役[12]
- クレイジーレイン（2020年7月5日 - 26日、朝日放送） - 渡辺 役[13]
- 2.85次元「うたってにこりん☆」（2021年4月7日 - 2021年5月12日、TOKYO MX 他） - 愛宕金太郎 役[14]
- 恋と友情のあいだで「里奈Ver.」（2022年3月21日 - 、フジテレビTWO・フジテレビTWOsmart・FOD）[15]
- あいつが上手で下手が僕で（日本テレビ） - 現多英一 役
  - シーズン1（2021年10月7日 - 11月25日）
  - シーズン2（2023年4月26日 - 6月14日）[16]
  - 巡巡決勝篇（2024年7月19日 - 9月6日）[17]

### 映画
- タクミくんシリーズ そして春風にささやいて（2007年）
- 天使がくれたもの（2007年）
- GOEMON（2009年）
- 君が踊る、夏（2010年）
- ポールダンシングボーイ☆ず（2011年） - ジンナイ 役
- メサイア（2011年） - 五条颯真 役
- スーパー戦隊シリーズ
  - 特命戦隊ゴーバスターズ THE MOVIE 東京エネタワーを守れ!（2012年） - エンター 役
  - 特命戦隊ゴーバスターズVS海賊戦隊ゴーカイジャー THE MOVIE（2013年） - エンター 役[18]
  - 獣電戦隊キョウリュウジャーVSゴーバスターズ 恐竜大決戦! さらば永遠の友よ（2014年） - エンター 役
- D-BOYS 10th Anniversary ショートフィルムフェスティバル「Breed in 10 hours」（2014年）
- 青鬼（2014年） - 卓郎 役
- ホットロード（2014年）
- TOKYO TRIBE（2014年）
- ガチバンシリーズ
  - ガチバン NEW GENERATION（2015年） - 主演・大友斗氣雄 役[19]
  - ガチバン NEW GENERATION2（2015年） - 主演・大友斗氣雄 役[20]
- カーラヌカン（2017年） - 金城勇一 役
- HiGH&LOW THE MOVIE 2 / END OF SKY（2017年） - 鬼邪高校・中園 役
  - HiGH&LOW THE MOVIE 3 / FINAL MISSION（2017年）
  - HiGH&LOW THE WORST（2019年）[21]
- 教科書にないッ!
  - 教科書にないッ！5（2019年、日本出版販売） - ヒロミ 役[22]
  - 教科書にないッ！6（2019年、日本出版販売） - ヒロミ 役[23]
- 東映ムビ×ステ 
  - 死神遣いの事件帖‐傀儡夜曲‐（2020年） - 百目鬼 役
  - 死神遣いの事件帖 -月花奇譚-（2022年冬公開予定） - 百目鬼 役[24]
- MANKAI MOVIE 『A3!』 - 皇天馬 役
  - 〜SPRING ＆ SUMMER〜（2021年12月）
  - 〜AUTUMN ＆ WINTER〜（2022年3月）
- ヒットマン・ロイヤー（2023年） - 鬼頭 役
- 死神遣いの事件帖 終（2025年） - 百目鬼 役[25]

### Webドラマ
- 恋愛は必然である〜ドラマで分かる！新感覚恋愛法則〜 第5話「結婚を切り出せない女」（2014年、Bee TV）
- おいしい毎日（2021年、LINE NEWS VISION）
- 恋と友情のあいだで「廉Ver.」（2022年3月、ひかりTV）[15]
- ギーツエクストラ 仮面ライダーゲイザー（2024年4月、東映特撮ファンクラブ） - ネメル / 仮面ライダーゲイザーゼロ 役

### オリジナルビデオ
- スーパー戦隊シリーズ
  - 特命戦隊ゴーバスターズVSビートバスターVS J（2012年、講談社） - エンター 役
  - 帰ってきた特命戦隊ゴーバスターズVS動物戦隊ゴーバスターズ（2013年） - 神様 役

### 舞台
- Dステ
  - vol.2「ラストゲーム〜最後の早慶戦〜」（2008年6月）
  - vol.3 「鴉〜KARASU〜 04 / 10」（2009年4月/10月）
  - 2010 trial-1「NOW LOADING」（2010年4月 - 5月） - 真島 役
  - 10th「淋しいマグネット」 Blues （2012年4月 - 5月） - シオン 役
  - 12th「TRUMP」（2013年1月 - 2月） - ティーチャークラウス / アレン・ストラウフ 役
  - 14th「十二夜」（2013年10月 - 11月）
  - 15th「駆けぬける風のように」（2014年10月 - 11月） - 沖田総司 役[26]
- ミュージカル 忍たま乱太郎 再演（2010年6月） - 善法寺伊作 役
- 優しい6つの夜のために（2010年10月）
- タンブリング（2010年9月 - 10月） - 森 役
- ミュージカル テニスの王子様2ndシーズン（2011年 - 2014年） - 柳沢慎也 役
- 怪談・にせ皿屋敷（2014年6月、こどもの城・青山劇場） - 岩田鉄太郎 役[27]
- ロボ・ロボ（2014年8月 - 9月、サンシャイン劇場） - アナライザーT1 役
- 悪（2015年1月 - 2月） - 由良翔英 役
- 演劇集団キャラメルボックス クロノス・ジョウンターの伝説「パスファインダー」（2015年2月 - 3月） - 笠岡秋路 役
- 龍が如く（2015年4月） - 郷田龍司 役[28][29]
- 東海道四谷怪談（2015年6月） - お袖 役
- TRUMP（2015年11月 - 12月） - ティーチャークラウス / アレン・ストラウフ 役[30]
- 方南ぐみ企画公演
  - 『片想い』（2016年2月） - 主演・三井戸高広 役
  - 朗読劇『あの空を忘れない』（2021年6月）
  - 朗読劇『青空』（2021年6月）
- 演劇集団キャラメルボックス『また逢おうと竜馬は言った』（2016年5月 - 6月） - 主演・岡本 役（Black） / 土方歳三 役（White）
- 不機嫌なモノノケ庵（2016年9月） - 芦屋花繪 / 安倍晴齋 役 ※ 役替わり [31]
- 露出狂（2016年9月 - 10月） - 白峰 役（チーム露） / 佐反町 役（チーム出）[32]
- ミュージカル『黒執事』〜NOAH ’S ARK CIRCUS〜（2016年11月 - 12月） - ソーマ・アスマン・カダール 役[33]
- 紅き谷のサクラ〜幕末幻想伝 新選組零番隊〜（2017年1月） - 鏡止水 役[34]
- ドラえもん のび太とアニマル惑星（2017年3月 - 4月） - スネ夫 役[35][36][37]
- 遠い夏のゴッホ（2017年7月） - ゼノン 役[38]
- 劇団た組。第15回目公演 シアタートラム版「壁蝨」（2017年9月 - 10月）
- シス・カンパニー 近松心中物語（2018年1月 - 2月）
- Take Me Out 2018（2018年3月 - 5月） - マルティネス 役
- MANKAI STAGE『A3!』 - 皇天馬 役
  - 〜SPRING & SUMMER 2018〜（2018年6月 - 7月・10月 - 11月）[39][40]
  - 〜SUMMER 2019〜（2019年8月 - 9月）[41]
  - 〜AUTUMN 2020〜（2020年1月 - 3月）[42]
  - Four Seasons LIVE 2020（2020年9月）[43]
  - Troupe LIVE〜SUMMER 2021〜（2021年10月）[44]
  - ACT2! 〜SUMMER 2022〜（2022年7月 - 8月）[45]
  - ACT2! 〜AUTUMN 2022〜（2022年11月 - 12月）[46]
  - ACT2! 〜WINTER 2023〜（2023年1月 - 2月）映像出演[47]
  - ACT2! 〜SUMMER 2023〜（2023年8月 - 9月）[48]
  - Four Seasons LIVE 2024 （2024年10月 - 11月）[49]
  - ACT3! 2025（2025年3月 - 5月）[50]
- 戦刻ナイトブラッド（2018年8月）‐直江兼続 役[51][52]
- 朗読劇『予告犯』（2018年9月） - カンサイ 役
- 暁のヨナ - スウォン 役
  - 〜緋色の宿命編〜（2018年11月）[53][54]
  - 〜烽火の祈り編〜（2019年11月、EXシアター六本木）[55]
- ミュージカル封神演義-目覚めの刻-（2019年1月） - 黄天化 役[56][57]
- 文豪とアルケミスト - 織田作之助 役
  - 余計者ノ挽歌（2019年2月 - 3月）[58]
  - 戯作者ノ奏鳴曲（2023年2月）[59]
- 「劇団アニメ座ハイブリッド 〜めぐりあい・舞台〜」（2019年3月） - 勘三郎 役[60]
- TRUMPシリーズ『COCOON 月の翳り星ひとつ』「星ひとつ」編 （2019年5月 - 6月）[61]
- 舞台『紅葉鬼』 - 西條高人 / 経若 役
  - 舞台『紅葉鬼』（2019年6月 - 7月）[62][63]
  - 舞台『紅葉鬼』〜童子奇譚〜（2021年1月）[64]
  - 舞台『紅葉鬼』〜酒呑奇譚〜（2022年5月）[65]
- リーディングドラマ『シスター』（2020年4月 - 5月）※公演中止
- 時間制作プロデュース『どうせ、死んでいく』（2020年6月）※公演中止
- 東映ムビ×ステ 舞台『死神遣いの事件帖〜鎮魂侠曲〜』（2020年7月 - 8月） - 百目鬼 役[66]
- birth（2020年10月） - オザワ 役[67]
- ひとりしばい vol.7 陳内将（2020年10月）[68]
- ワーキング・ステージ「ビジネスライクプレイ」（2020年11月） - 土田万平 役[69]
- 朗読劇『5 years after』ver.3 〜J-T-N〜（2021年1月）[70]
- 舞台『画狂人 北斎』【令和3年版】（2021年3月） - 峰岸凜汰 役[71][72]
- 舞台『東京リベンジャーズ』 - 龍宮寺 堅（ドラケン） 役
  - 舞台『東京リベンジャーズ』（2021年8月）[73]
  - 舞台『東京リベンジャーズ』－血のハロウィン編－（2022年3月 - 4月）
  - 舞台『東京リベンジャーズ』－聖夜決戦編－（2023年12月 - 2024年1月）[74]
  - 舞台『東京リベンジャーズ』－天竺編－（2024年8月 - 9月）[75]
  - 舞台『東京リベンジャーズ』－The LAST LEAP－（2025年6月 - 7月）※声の出演[76]
- 方南ぐみ企画公演 朗読劇『あの空を。』（2021年9月） - テル 役
- 舞台劇 AD-LIVE（アドリブ）2022（2022年8月）
  - AD-LIVE2023（2023年11月）
- 舞台『あいつが上手で下手が僕で』（2021年12月） - 現多英一 役 
  - 舞台『あいつが上手で下手が僕で』-決戦前夜篇-（2024年5月）[77]
- 朗読劇『アルバート家の令嬢は没落をご所望です』（2022年9月） - アディ 役
- ハイブリッド・イマーシブシアター『同窓会〜優しくて残酷な彼を偲んで〜』（2023年1月） - 葉山正太郎役
- 朗読活劇 信長を殺した男 2023（2023年4月） - 明智光秀 役（チーム木瓜）[78]
- 朗読劇『ルビンの壺が割れた』（2023年6月）※ダブルキャスト[79]
- リーディングシアター『アドレナリンの夜』（2023年10月2日、東京建物 Brillia HALL）[80][81]
- ミステリ・ミュージカル『ルームメイトと謎解きを』（2023年11月公演予定） - 大河原先生・浅香希 役[82]
- unrato#11『月の岬』（2024年2月 - 3月） - 主演・平岡信夫 役[83]
- 三人芝居『6006（ロクゼロゼロロク）』（2024年7月 - 8月）[84]
- 舞台『Take Me Out』2025（2025年5月 - 6月） - マルティネス 役[85]
- 華岡青洲の妻（2025年7月 - 8月）[86]
- 舞台『いつかアイツに会いに行く』（2025年10月公演予定）[87]

### イベント

#### 個人イベント
- 陳内将１ｓｔ写真集『Ｊ』発売記念イベント（2021年4月・6月）
- 陳内将2023.04-2024.03カレンダーブック発売記念イベント（2022年12月）
- 陳内将 1stソロイベント「将道」（2023年5月）
- 陳内将 36th Birthday Event in 将道〜だって年男なんだもん（2024年1月）

#### その他
- 今月の宮下雄也vol.29（2017年8月）
- 夜ふかしの会ライブ「堤幸彦＋夜ふかしの会＋おどろくべきゲストによる狂乱の120分」（2017年8月）
- 歴タメLive 〜歴史好きのエンターテイナー大集合！〜 第3弾（2018年9月）[88]
- 歴タメLive 〜歴史好きのエンターテイナー大集合！〜 第4弾（2019年3月）[89]
- MANKAI STAGE『A3!』Film Collection 2021 in Tachikawa（2021年6月）
- 横田龍儀バースデーイベント2021（2021年9月）※ゲスト出演
- 出張！うたってにこりん☆お遊戯会（2021年10月）
- 加藤将 Fan event2022〜となりのワンコ〜※ゲスト出演（2022年6月）
- そりパvol.34 ※ゲスト出演（2022年6月）
- 加藤将31th Birthdayevent〜Transform〜 ※ゲスト出演 （2023年10月）
- MANKAI STAGE『A3!』Bloom Fan Meeting 2025（2025年9月〈予定〉）[90]

### テレビアニメ
- ダイナ荘びより（2021年） - ワニ先輩、アンキロサウルス 役[91]

### ゲーム
- 特命戦隊ゴーバスターズ（2012年、ニンテンドーDS） - エンター 役
- Cresteaju（2020年、Nintendo Switch） - サヴィアー 役
- Buddy Collection Extra -胡蝶荘の奇妙な五人-（2021年、Nintendo Switch） - 戌亥信吾 役
- JIN's library（2021年 - ）

### バラエティ
- カタリダス〜MAKE IT GREAT〜（2010年10月 - 12月、TBS） - 「マナビダス」一員[92]
- D2のメシとも!（2011年8月 - 9月、朝日放送）
- TV・局中法度!（2012年10月 - 2013年3月、テレビ神奈川・千葉テレビ放送・テレビ埼玉・サンテレビジョン） - 藤堂平助 役ほか
- 筋肉といっしょ〜脱げるカラダへ 美マッスル!!〜（2021年4月 - 、日テレプラス）

### 配信番組
- 赤澤燈・陳内将の笑ってじんとも！！（2020年10月 - ）

### CM
- バンダイ「ダイスオーDX 特命5弾」（2012年 - 2013年）
- 森永製菓「甘酒」（2015年）

### ミュージックビデオ
- ケツメイシ「出会いのかけら」（2008年1月、トイズファクトリー）

## 作品

### DVD
- D2 The First Message #1 陳内将×近江陽一郎 "Precious"（2011年11月、ポニーキャニオン）

## 書籍

### 写真集
- 『J』陳内将1st写真集（2021年4月、ポニーキャニオン）ISBN 978-4-86529-313-5